# Wólka Michowska
Wólka Michowska – wieś w Polsce położona w województwie lubelskim, w powiecie lubartowskim, w gminie Michów
W latach 1975–1998 miejscowość administracyjnie należała do województwa lubelskiego.
Wieś wchodzi w skład sołectwa Rawa. Według Narodowego Spisu Powszechnego z roku 2011 wieś liczyła 64 mieszkańców.